# Mythimna riparia
Mythimna riparia es una especie de polilla de la familia Noctuidae. Se encuentra en Marruecos, el sur de Europa, Turquía, Israel, Siria y Turkmenistán.
Los adultos vuelan de marzo a mayo y de septiembre a octubre. Hay dos generaciones por año.
Las larvas se alimentan de diferentes gramíneas, incluyendo especies de Calamagrostis y otras plantas herbáceas como Vicia y especies Trifolium.